# Wilhelm von Thoma
Wilhelm Ritter von Thoma (11 de setembro de 1891 – 30 de abril de 1948) foi um oficial do exército alemão que serviu na Primeira e na Segunda guerras mundiais, além de ter feito parte da Legião Condor durante a Guerra Civil Espanhola.

## Biografia
Wilhelm von Thoma foi um oficial cadete no Exército da Baviera em 1912, e um tenente com um Regimento de Infantaria no ano seguinte. Ele lutou com distinção durante a Primeira Guerra Mundial (1914-18), por isso conquistou a Ordem da Baviera de Max-Josef e o título de Ritter. Ele continuou a sua carreira na Reichswehr e após na Wehrmacht e se tornou um especialista em tropas móveis. Ele obteve a patente de Oberst em 1 de Abril de 1938.
Com o início da Segunda Guerra Mundial, ele comandou o Pz.Rgt. 3. Promovido para general-major em 1 de Agosto de 1940, subiu para general-tenente dois anos mais tarde e se tornou general da tropa de Panzers em 1 de Novembro de 1942.
Durante este período, ele foi posto sucessivamente no cargo das tropas móveis do OKH (5 March 1940), comandante oficial da 17. Pz.Brig. (16 de Dezembro de 1940), 6ª Divisão Panzer (Junho de 1941) e a 20ª Divisão Panzer (14 de Outubro de 1941). Novamente no cargo das tropas móveis no OKH (23 de Maio de 1942), ele foi apontado comandante oficial do Afrika Korps em 1 de Setembro de 1942.
Ele foi feito prisioneiro pelos britânicos em novembro de 1942. Faleceu em Dachau em 30 de abril de 1948.

## Condecorações
Foi condecorado com a Cruz de Cavaleiro da Cruz de Ferro no dia 31 de dezembro de 1941.